# Folclore de Rusia
El folclore de la Federación de Rusia engloba la música folclórica, el teatro populardestacan los aportes tártaros, varegos, bálticos y la influencia cultural griega que durante la Edad Media ejerció el Imperio bizantino.
Durante parte de la Edad Moderna los instrumentos musicales estuvieron prohibidos en Rusia, y su uso sigue prohibido en la liturgia ortodoxa rusa. Con el levantamiento de la prohibición por Pedro I el Grande (1682–1725) se popularizó el uso de la balalaika, construida en un principio con una calabaza cuarteada. Posteriormente gran parte de compositores rusos, especialmente Mijaíl Glinka, se basó en ritmos tradicionales para componer muchas de sus temas más conocidos y estos, a su vez, fueron reinterpretados por los campesinos, lo que reforzó su popularidad.